# Friedrich Seeger (Staatswissenschaftler)
Friedrich Seeger (* 7. Dezember 1781 in Stuttgart; † 19. Dezember 1813 in Heidelberg) war ein deutscher Staats- und Wirtschaftswissenschaftler.

## Leben
Seeger studierte ab Oktober 1801 an der Universität Heidelberg, wurde 1803 Hofkammersekretär und Steuerkontrolleur in Ellwangen und 1805 außerordentlicher Professor an der Universität Heidelberg. 1810 wurde er ordentlicher Professor für Kameralwissenschaften, Staatwirtschaftslehre und Politik. 1811 und 1812 gehört er dem Engeren Senat an. 1812 wurde er Direktor der Staatswirtschaftlichen Sektion.

## Werke
- System der Wirtschaftslehre (Karlsruhe 1807)
- Entwurf der Staatswissenschaft (Heidelberg 1810)
- Versuch über das vorzüglichste Abgabensystem (Heidelberg 1811)